# Daniela Lundström
Linn Matilda Daniela Lundström (ur. 11 maja 1995) – szwedzka zapaśniczka walcząca w stylu wolnym. Zajęła czternaste miejsce na mistrzostwach Europy w 2018. Ósma w Pucharze Świata w 2018. Wicemistrzyni nordycka w 2018 roku.